# Греки-киприоты
Греки-киприоты (греч. Έλληνες Κύπριοι, тур. Kıbrıs Rumları) — греческое этническое население Кипра, составляющее около 80 % всего населения страны (659 115 человек). Большинство из них православные христиане, паства Кипрской православной церкви. Согласно Конституции 1960 года к грекам-киприотам также относят маронитов, армян и католиков, которым была предоставлена возможность присоединения к одной из двух составных общины (греческой или турецкой).
Греки-киприоты являются потомками ахейцев и микенцев, которые поселились на острове во второй половине второго тысячелетия до н. э. Со временем количество выходцев из Греции на острове сильно возросло и Кипр стал уже неразрывной частью эллинистического мира. После падения Римской империи в 395 году греческое население острова многие столетия находилось под юрисдикцией Византийской империи. Важным событием в этот период стало присвоение Кипрской православной церкви статуса автокефальной (431 год).
Некоторые трудности греческое население испытало после прихода на остров первых турок. В конце XII века греки попали под тяжёлый гнёт пришедших к власти на острове лузиньянов, а затем венецианцев, которые очень нетерпимо относились к православной церкви и обложили их тяжёлыми налогами. Значительно облегчило жизнь грекам завоевание Кипра Османской империей в 1571 году. Но, несмотря на плюсы, османская оккупация острова, длившаяся до 1878 года, была довольно жёсткой и во многом изменила местную культуру.
В годы британского правления (1878—1960) колониальная администрация постаралась разделить население острова по этническому признаку — на греков и турок, всячески подчёркивая их разницу. В результате этого традиционные связи между двумя общинами страны ослабли.
После получения Кипром независимости в 1960 году и приходу к власти архиепископа Макария III, энозис стал ключевым вопросом для греков-киприотов на протяжении последующих десятилетий. В итоге это привело к вооружённому вторжению Турции на остров в 1974 году и оккупации северного Кипра. В результате этих действии Кипр оказался расколот на две части — греческую и турецкую и поэтому многим грекам пришлось покинуть свои дома в Северном Кипре и перебраться либо на юг острова, либо в другие страны Европы. Несмотря на это деление, в 2004 году Кипр вступил в Евросоюз, который считает его целостной страной.
Греки-киприоты разговаривают на кипрском диалекте греческого языка, который имеет небольшие отличия в фонологии от новогреческого языка.